# Martin Halm
Martin Halm (* 9. Juli 1961 in München) ist ein deutscher Schauspieler und Synchronsprecher. 

## Leben

### Ausbildung
Halm absolvierte eine Schauspielausbildung in Deutschland und in den Vereinigten Staaten. Er erhielt Privatunterricht durch eine Schauspiellehrerin der Otto-Falckenberg-Schule in München. In den Vereinigten Staaten kamen Unterricht im szenischen Arbeiten, in Gesang und Kameratechnik hinzu. Zusätzlich besuchte Martin Halm die University of California, die UCLA in Los Angeles, und machte ein Filmstudium.

### Film- und Fernsehrollen
1979 spielte er die Titelrolle in Salvatore Samperis Ernesto, einer Adaption der gleichnamigen Novelle von Umberto Saba. Ab Anfang der 1980er Jahre begann seine Karriere im deutschen Fernsehen, wo Halm in zahlreichen Fernsehfilmen spielte. Er übernahm auch mehrere durchgehende Serienrollen, wiederkehrende Episodenrollen und auch Gastrollen.
Halm wurde am Anfang seiner Karriere in den typischen Rollen des attraktiven, jugendlichen Liebhabers besetzt, so beispielsweise als Antonio in einer Folge der ARD-Fernsehserie Schöne Ferien. In der 1. Staffel der ZDF-Serie Schwarzwaldklinik (1985) spielte er in einer Folge den Pianisten Bodo Buderius, dessen Karriere durch einen Kunstfehler gefährdet wird. 
Durchgehende Serienrollen spielte er unter anderem als Dr. Timo Lennart in Für alle Fälle Stefanie, als Nicolas Claasen in In aller Freundschaft, als Dr. Carsten Reuter in Hallo Robbie! und als Michael Wagner in Alles außer Sex. Außerdem spielte er in mehreren Folgen der Fernsehserie Klinik unter Palmen die Rolle des Dr. Ulrich von Jagemann.

### Sprechrollen
Neben seiner Tätigkeit als Schauspieler war Halm als Sprecher für Hörspiele tätig. Er arbeitet auch umfangreich als Synchronsprecher. 1984 wirkte er zusammen mit seinem Bruder, dem Schauspieler und Synchronsprecher Florian Halm, in dem Hörspiel-Dreiteiler Momo nach dem Roman von Michael Ende mit, produziert von Anke Beckert-Stamm; Regie führte ihr Mann, Heinz-Günter Stamm.
Für das Kino synchronisierte Martin Halm u. a. Robert Downey Jr., Craig Parker, Tom Cruise, Emilio Estevez, Colin Firth, Michael Paré, Matthew Broderick und zuletzt Fred Armisen in Shopaholic – Die Schnäppchenjägerin. Für das Fernsehen synchronisierte er Josh Radnor in der Rolle des Ted Mosby in der Sitcom How I Met Your Mother und die Rolle des Tony Chopper und Shanks in One Piece, die er von seinem Bruder Florian Halm übernahm.

### Dialogbuch und -regie
Mitte der 2000er Jahre sammelte erste Erfahrungen als Synchronregisseur, als er 2003 abwechselnd mit Pascal Breuer und Angelika Bender die deutschen Sprachaufnahmen zu den ersten 150 Folgen von One Piece leitete. Bei der Animeserie Transformers: Armada, die Ende 2003 auf RTL II ausgestrahlt wurde, führte er bereits Synchronregie anhand der von ihm verfassten Dialogbücher. Weitere Produktionen, für dessen deutsche Fassung Halm allein verantwortlich zeichnete, sind beispielsweise die Mysteryserie Tru Calling – Schicksal reloaded! (2005), die dreiteilige Fantasy-Filmreihe Gefallene Engel (2007), die Priesterserie The Book of Daniel (2009), der Fernsehfilm William und Kate: Ein Märchen wird wahr (2011) und die US-Sitcom Suburgatory (2012). 2012 führte er zudem Dialogregie bei der Literaturverfilmung Kühles Grab, der australisch-britische Filmkomödie Die Trauzeugen und der Horrorkomödie Detention – Nachsitzen kann tödlich sein. Bei Security schrieb er das Dialogbuch, führte Regie und sprach zudem eine Hauptrolle.

## Filmografie (Auswahl)

### Darsteller
- 1971: Wie sag ich’s meinem Kinde? (Kinofilm)
- 1979: Ernesto (Kinofilm)
- 1980: Tatort: Der gelbe Unterrock (Fernsehfilm)
- 1981: Der Fall Maurizius (Fernseh-Miniserie, fünf Folgen)
- 1982: Christian und Christiane (Fernsehserie, sieben Folgen)
- 1983: Gestern bei Müllers (Fernsehserie, eine Folge)
- 1984: Yerma (Kinofilm)
- 1984–2013: SOKO 5113 (Fernsehserie, sechs Folgen)
- 1985: Schöne Ferien – Urlaubsgeschichten aus Portugal (Fernsehreihe)
- 1985: Die Schwarzwaldklinik (Fernsehserie, Folge Der Kunstfehler)
- 1987: Hans im Glück
- 1987: Ein Heim für Tiere (Fernsehserie, eine Folge)
- 1987: Das Traumschiff – Brasilien (Folge 15)
- 1987–1988: Waldhaus (Fernsehserie, 17 Folgen)
- 1990: Tatort: Schimanskis Waffe (Fernsehfilm)
- 1993: Glückliche Reise – Namibia (Fernsehreihe)
- 1994: Polizeiruf 110: Samstags, wenn Krieg ist (Fernsehfilm)
- 1994–2001: Wolffs Revier (Fernsehserie, drei Folgen)
- 1995: Der Bergdoktor (Fernsehserie, eine Folge)
- 1995–1996: Alle meine Töchter (Fernsehserie, vier Folgen)
- 1995–2002: Für alle Fälle Stefanie (Fernsehserie, 24 Folgen)
- 1997: Das Traumschiff – St. Lucia (Fernsehfilm)
- 1998/2000: Ein Fall für zwei (Fernsehserie, zwei Folgen)
- 1998–1999: In aller Freundschaft (Fernsehserie, 16 Folgen)
- 1999: Der letzte Zeuge (Fernsehserie, Folge Unter der Haut)
- 2000: Unser Charly (Fernsehserie, Folge Andrea in Gefahr)
- 2001: Klinik unter Palmen (Fernsehserie, drei Folgen)
- 2001: Rosamunde Pilcher – Küste der Träume (Fernsehfilm)
- 2002: Edel & Starck (Fernsehserie, zwei Folgen)
- 2002: Forsthaus Falkenau (Fernsehserie, eine Folge)
- 2002–2005: Hallo Robbie! (Fernsehserie, neun Folgen)
- 2003: Mensch Mutter (Fernsehfilm)
- 2004: Die Rosenheim-Cops – Zoff im Kuhstall (Fernsehserie)
- 2005; 2016: SOKO Kitzbühel – Der Ring der Toten/Mord-Rezepte (Fernsehserie, zwei Folgen)
- 2006: Die Rosenheim-Cops – Der Wolf im Schafspelz (Fernsehserie)
- 2007: Rosamunde Pilcher – Wind über der See (Fernsehfilm)
- 2007: Alles außer Sex (Fernsehserie, vier Folgen)
- 2010: Inga Lindström – Zwei Ärzte und die Liebe (Fernsehfilm)
- 2010–2013: Der Alte (Fernsehserie, vier Folgen)
- 2013: Die Rosenheim-Cops – Ein Schnaps und eine Leiche (Fernsehserie)
- 2015: Lena Lorenz – Pannama & Co. (Fernsehfilm)
- 2016: Hubert und Staller (Fernsehserie, Folge Alles wird gut)
- 2018: Die Toten von Salzburg – Königsmord (Fernsehfilm)
- 2019: Die Rosenheim-Cops (Fernsehserie, Folge Ein Vater kommt selten allein)
- 2020: SOKO München (Fernsehserie, Folge Nackte Wahrheit)
- 2021: Der Staatsanwalt (Fernsehserie, Folge Erfolgreich, glücklich, tot)
- 2024: Hubert ohne Staller (Fernsehserie, Folge Bitte recht freundlich)

### Synchronsprecher
Ikue Ōtani als Tony Chopper
- 2008–2010, seit 2014: One Piece (Animeserie); ab Folge 263 (2. Stimme)
- 2011: One Piece – Chopper auf der Insel der seltsamen Tiere
- 2011: One Piece: Die Könige des Fußballs (Kurzfilm)
- 2011: One Piece – Das Dead End Rennen
- 2011: One Piece – Der Fluch des heiligen Schwerts
- 2011: One Piece – Baron Omatsuri und die geheimnisvolle Insel
- 2011: One Piece – Schloss Karakuris Metall-Soldaten
- 2012: One Piece – Abenteuer in Alabasta – Die Wüstenprinzessin
- 2012: One Piece: Chopper und das Wunder der Winterkirschblüte
- 2012: One Piece – Strong World
- 2013: One Piece Z
- 2016: One Piece: Episode of Ruffy – Abenteuer auf Hand Island
- 2016: One Piece: Episode of Nami – Die Tränen der Navigatorin
- 2016: One Piece Gold
- 2016: One Piece: Episode of Merry – Die Geschichte über ein ungewöhnliches Crewmitglied
- 2016: One Piece: Abenteuer auf Nebulandia
- 2017: One Piece: Episode of Sabo
- 2017: One Piece: 3D2Y – Überwinde Aces Tod!

Nicholas Rogers als Tarabas
- 1993: Prinzessin Fantaghirò III
- 1994: Prinzessin Fantaghirò IV

#### Filme
- 1983: WarGames – Kriegsspiele – Matthew Broderick als David Lightman
- 1983: Lockere Geschäfte – Tom Cruise als Joel Goodson
- 1985: Nightmare II – Die Rache – Mark Patton als Jesse Walsh
- 2002: Der Herr der Ringe – Die zwei Türme – Craig Parker als Haldir
- 2002: Signs – Zeichen – M. Night Shyamalan als Ray Reddy
- 2009: Ausgequetscht – Jason Bateman als Joel
- 2013: Planes – Dane Cook als Dusty
- 2015: Kind 44 – Jason Clarke als Anatoly Tarasovich Brodsky
- 2015: American Sniper – Eric Close als DIA Agent Snead
- 2017: Security – Liam McIntyre als Vance
- 2020: The Gentlemen – John Dagleish als Hammy
- 2020: Der Fall Richard Jewell – Garon Grigsby als Bryant Gumbel

#### Serien
- seit 2003: One Piece – Shuuichi Ikeda als Shanks
- 2005–2014: How I Met Your Mother – Josh Radnor als Ted Mosby
- 2007–2008: Primeval – Rückkehr der Urzeitmonster – James Murray als Stephen James Hart
- 2009–2011: Tripp’s Rockband – Stephen Full als Ashley „Ash“ Tyler
- 2010–2011: 90210 – Hal Ozsan als Miles Cannon
- 2011–2014: Suburgatory – Rex Lee als Mr. Wolf
- 2013, 2022–2023: The Blacklist – Chin Han als Wujing
- 2015: The 100 – Johnny Whitworth als Cage Wallace
- 2015: The Expanse – Cas Anvar als Alex Kamal
- 2016: Nobel – Kyrre Hellum als Major Jan Burås
- seit 2022: Der Herr der Ringe: Die Ringe der Macht – Charles Edwards als Celebrimbor
- 2023: One Piece (Live-Action-Serie) – Peter Gadiot als Shanks